# San Martín de Malanguitas
San Martín de Malinguitas es un caserío peruano ubicado en el distrito de Tambogrande, perteneciente a la provincia y departamento de Piura, al norte del Perú. 

## Ubicación
San Martín de Malinguitas se ubica al noreste de la provincia de Piura, en el distrito de Tambogrande, en el departamento de Piura.

## Demografía
En 2017 San Martín de Malinguitas tenía una población de 339 habitantes.